# Parnassius cephalus
Parnassius cephalus (Grum-Grshimailo, 1891) là một loài bướm ngày sinh sống ở vùng núi cao được tìm thấy ở Tây Tạng và phía Tây Trung Quốc.Nó là một member của chi Parnassius thuộc họ Papilionidae.

## Hình ảnh

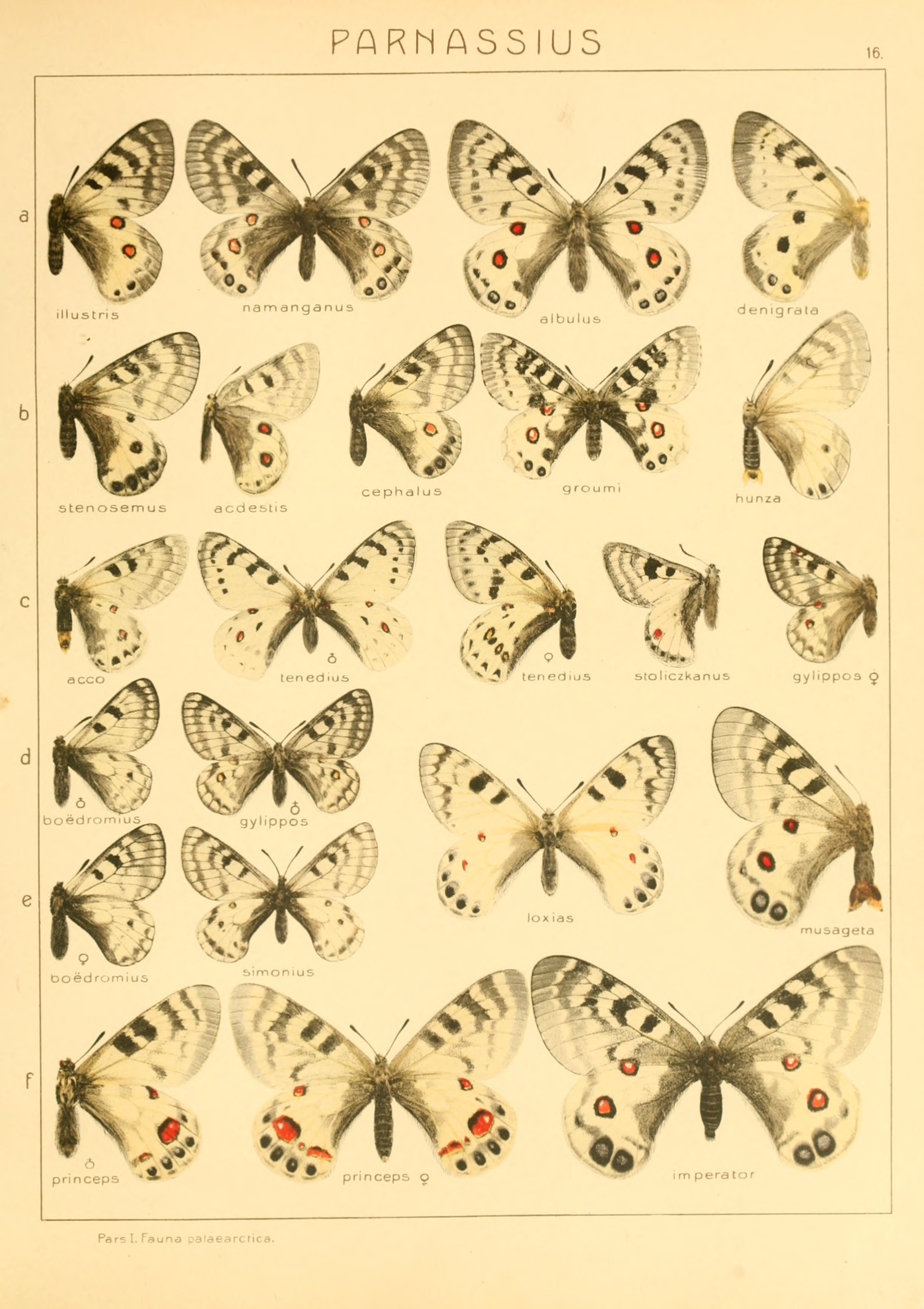